# 瓦列里·博尔金
瓦列里·伊万诺维奇·博尔金（俄語：Валерий Иванович Болдин；1935年9月7日—2006年2月14日），苏联总统办公厅主任，“八一九事件”的参与者。著有回忆录《戈尔巴乔夫沉浮录》。

## 生平
1935年，出生于雅罗斯拉夫尔州。1961年，毕业于莫斯科农业学院经济系，後於真理報工作。1981年，受戈巴契夫之邀擔任其助理。1985年，任苏共中央总书记助理。1987年，任苏共中央总务部部长。1990年，为苏联总统委员会成员、苏联总统办公厅主任。1991年，因八一九事件被逮捕。1994年，获大赦。2006年，去世。